# Zoop in Zuid-Amerika
Zoop in Zuid-Amerika is een Nederlandse jeugdfilm uit 2007. De film is afgeleid van de jeugdserie ZOOP die te zien was op Nickelodeon. Het is de vervolgfilm op Zoop in Afrika en Zoop in India. De film werd bekroond met de status Gouden Film. Daarnaast werd de film binnen drie weken doorverkocht aan verschillende landen zoals Rusland, Turkije en Frankrijk.
De film werd genomineerd voor de Gouden Ui in de categorie Slechtste film maar heeft deze uiteindelijk niet "gewonnen". Ook Nicolette van Dam (Bionda) (categorie: Slechtste actrice) ontsprong de dans. Alleen de zoen die de aap Cherpee aan Jon Karthuis (Moes) geeft is "bekroond" in de categorie Minst opwindende filmkus.

## Verhaal
De rangers uit Ouwehands Dierenpark worden gevraagd om de bijzonder zeldzame De Loro-vlinderpopulatie te redden voordat deze uit hun cocons kruipen en omkomen in de grote bosbranden in de Zuid-Amerikaanse jungle. Daarvoor reizen de rangers af naar Zuid-Amerika, waar ze zich al snel in twee groepen opdelen. De ene groep probeert aan de hand van een landkaartfragment de vlindersoort op te sporen. De andere groep hoopt deze kaart compleet te maken door de expeditieleden op te sporen die deze zeldzame vlindersoort ooit hebben ontdekt. De rangers trotseren daarvoor wilde dieren, op hol geslagen koeien op de Argentijnse pampa's en gaan zelfs geen tango-wedstrijd, speedboten-race of onneembare rotswand uit de weg om de vlinders te vinden. Moes raakt intussen bevriend met Cherpee, een jaloerse aap waar Taffie het behoorlijk mee te stellen heeft. Mike ergert zich aan eigenwijze Bastiaan die besloten heeft om voor z'n fans zijn Zuid-Amerikaans avontuur op video te zetten. Elise gaat in deze film niet met de andere rangers mee naar Zuid-Amerika, haar rol is in de film vrij klein (ze zal in de film alleen af en toe de rangers van een boodschap uit Nederland voorzien). Alwin en Sira maken een van de meest hartstochtelijke avonturen mee.

## Rolverdeling
| acteur                  | personage           |
| ----------------------- | ------------------- |
| Reguliere ZOOP -acteurs |                     |
| Juliette van Ardenne    | Sira Schilt         |
| Vivienne van den Assem  | Elise Pardoel       |
| Erwan van Buuren        | Alwin Bendorff      |
| Nicolette van Dam       | Bionda Kroonenberg  |
| Ewout Genemans          | Bastiaan van Diemen |
| Jon Karthaus            | Moes Brinksma       |
| Patrick Martens         | Mike Bosboom        |
| Monique van der Werff   | Taffie Arends       |
| Overige                 |                     |
| Thomas Berge            | Thomas Berge        |
| Kim Boekhoorn           | Filo Schilt         |
| Hugo Maerten            | Roy Akkermans       |
| Peggy Jane de Schepper  | Mida Steenhoven     |

## Trivia
- Nadat deze derde film in de Nederlandse bioscopen was uitgebracht, had producer Johan Nijenhuis plannen voor een vierde ZOOP-film. Deze plannen werden echter geschrapt omdat van de vaste acteurs niet iedereen meer beschikbaar was.[5][6]